# Rollo de los trece emperadores

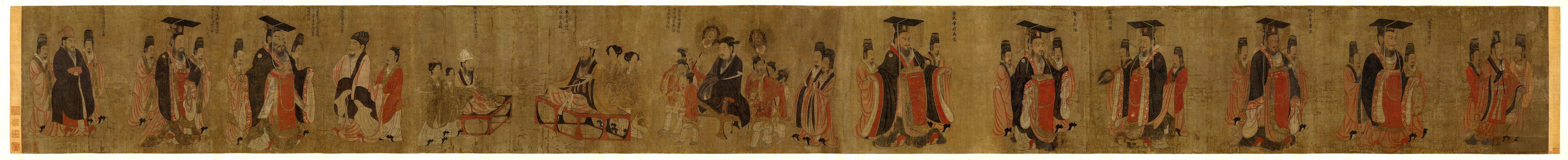
Rollo de los Trece Emperadores,, Museo de Bellas Artes (Boston)

El Rollo de los Trece Emperadores es una obra pictórica sobre un pergamino de seda cuyas dimensiones son de 51.3 centímetros de ancho por 5.31 metros de longitud. 
La obra, de principios de la dinastía Tang, se atribuye tradicionalmente al pintor Yan Liben (c. 600-673), funcionario durante el reinado del emperador Taizong y su hijo el emperador Gaozong.
Se conserva en el Museo de Bellas Artes de Boston, que conserva otra obra suya (Los académicos de Qi del Norte cotejan textos clásicos) y llegó allí en 1931 como parte de la colección Denman Waldo Ross.

## Contexto histórico
El período Tang fue la edad dorada de la civilización china, así como de su arte y literatura. Un sistema de gobierno apoyado por una gran clase de eruditos confucianos seleccionados a través de los exámenes de la administración fue perfeccionado durante el gobierno Tang para crear una colectividad de oficiales profesionales sin bases de poder autónomas territoriales ni funcionales. Este procedimiento competitivo fue diseñado para captar a los mejores talentos para el gobierno, una preocupación para los gobernantes del período Tang, conscientes de que la dependencia imperial de poderosas familias aristocráticas y jefes militares podía acarrear consecuencias desestabilizadoras en materia militar.

## Descripción de los personajes
Yan Liben, pintor experto en pintura religiosa, de animales y retratos, representa a emperadores de varias dinastías predecesoras que encarnan varias virtudes o debilidades, en la tradición confuciana de presentar a grandes figuras del pasado como modelo de las generaciones presentes. 
Algunos de los personajes representados se han identificado con los emperadores Zhao Di, Liu Bei, Sun Quan o Yang Jian.
El rollo se divide en trece grupos con numerosos personajes, cuya figura central es la de un emperador que reinó entre los siglos II a. C. y el final de la dinastía Sui, rodeado de su séquito. Al emperador se le honra representándolo mucho más grande que a sus acompañantes. Esa falta de perspectiva no impide que los rostros estén individualizados, lo que indica así mismo el conocimiento de la psicología de los representados. Sus trajes se dibujan con naturalidad, señalando los pliegues por medio de sombras, técnica exportada de Asia central pero poco común en China.
Los retratados son dos emperadores del período Han, seis de la casa de Nankín y tres emperadores del norte, con los dos de la dinastía Sui, que precedió inmediatamente a la Tang.

## Véase también

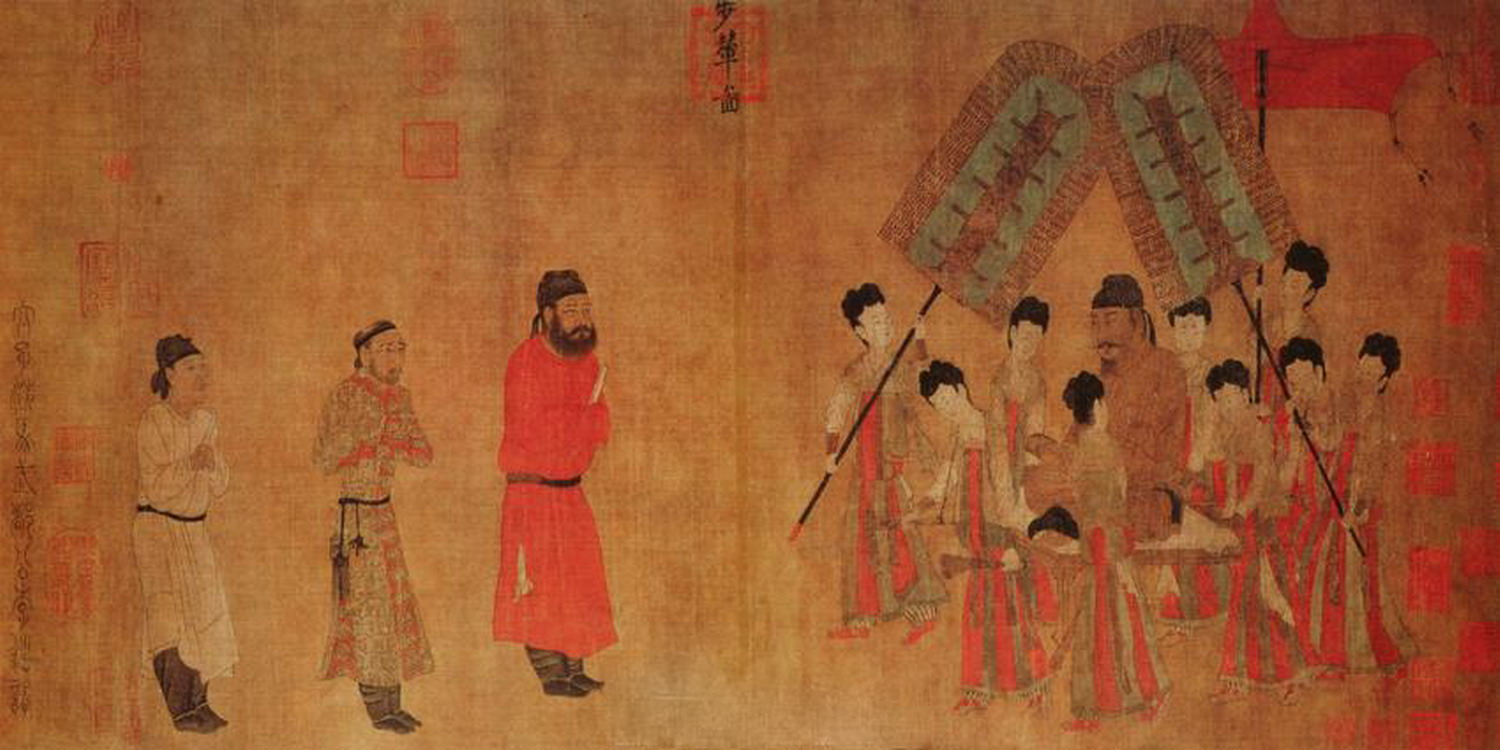
El emperador Taizong recibiendo al emisario tibetano, obra de Yan Liben